# بششتاین ۱۰۸۵۶
سیارک ۱۰۸۵۶ (به انگلیسی: 10856 Bechstein، نامگذاری:1995EG8) ده هزار و هشتصد و پنجاه و ششمین سیارک کشف شده‌است که در ۴ مارس ۱۹۹۵ کشف شد.
قدر مطلق سیارک برابر ۱۲٫۷۰ است.